# Distrikt Puerto Eten
Der Distrikt Puerto Eten, alternativer Name: Distrikt Eten Puerto, liegt in der Provinz Chiclayo in der Region Lambayeque im Nordwesten von Peru. Der Distrikt ist deckungsgleich mit der 33 m hoch gelegenen Stadt Puerto Eten.

## Geografie
Er erstreckt sich über eine Fläche von 13,2 km². Puerto Eten liegt an der Pazifikküste südlich der Mündung des Río Moche im Westen der Provinz Chiclayo, knapp 17 km südsüdwestlich der Regions- und Provinzhauptstadt Chiclayo. Der Distrikt besitzt eine etwa 10 km lange Küstenlinie und reicht knapp 2 Kilometer ins Landesinnere. Der Südosten des Distrikts besteht aus Wüste.
Beim Zensus 2017 wurden 2358 Einwohner gezählt. Im Jahr 1993 lag die Einwohnerzahl bei 2472, im Jahr 2007 bei 2238.
Der Distrikt Puerto Eten wird landseitig von dem Distrikt Eten umschlossen.

## Geschichte
Der Distrikt wurde am 19. Dezember 1906 gegründet.
1871 nahm die Empresa del Ferrocarril y Muelle de Eten den Betrieb auf der Bahnstrecke Eten–Ferreñafe und auch nach Chiclayo auf. Sie stellte ihren Betrieb in den 1970er Jahren ein. Anfang des 20. Jahrhunderts kam noch die schmalspurige Bahnstrecke Eten–Cayaltí hinzu, auf der bis 1979 Züge verkehrten.